# Nadd

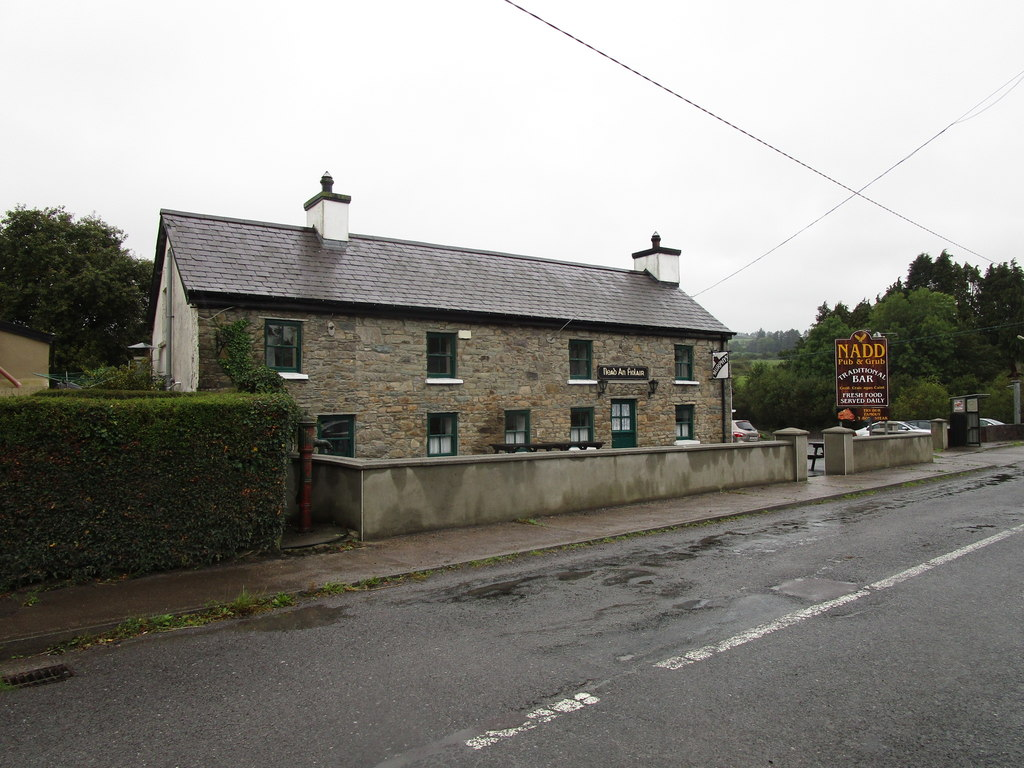
Pub i Nadd.

Nadd (Nad, Nead, Nadanuller More) är en by med cirka 100 invånare 3,6 mil norr om staden Cork på Irland. Byn ligger vid väg 579 mot Kanturk. Namnet Nadd kommer från iriskan/gaeliskans Nadanuller, som betyder Örnnästet. Ett berg strax sydväst om byn kallas Eagle's nest.
I Nadd finns en berömd pub som flera gånger haft musikfestivaler, så kallade Nadstocks.